# 紅斑
紅斑是因為皮膚表面毛細血管的血管擴張，造成皮膚或黏膜充血發紅的症狀。紅斑會因為皮膚受傷、感染或發炎而出現。也有一些和疾病無關的皮膚紅斑，例如因緊張造成的皮膚發紅。

## 成因
紅斑可能因為感染、按摩、電療、痤瘡藥物、過敏、運動，太陽照射（曬傷）、皮膚輻射綜合徵、汞中毒、糜烂性毒剂、菸酸給藥、或是用蠟或鑷子去除毛髮所引起。其中任何一種都可能導致毛細血管擴張，導致皮膚發紅。紅斑也是放射治療的常見副作用，因為治療時患者會暴露於游離輻射下。

## 診斷
若用手指按壓紅斑部位，紅斑會消失。而按壓紫斑、皮膚出血和色素沉著部位，該部位的顏色不會消失。

## 分類
- 火激紅斑（英语：Erythema ab igne）
- 慢性遊走性紅斑（英语：Erythema chronicum migrans）
- 硬結性紅斑（英语：Erythema induratum）
- 傳染性紅斑，也稱為第五病
- 邊緣性紅斑（英语：Erythema marginatum）
- 遊走性紅斑（英语：Erythema migrans）
- 多形性紅斑（英语：Erythema multiforme）（EM）
- 結節性紅斑
- 中毒性紅斑（英语：Erythema toxicum）
- 持久性隆起性紅斑（英语：Erythema elevatum diutinum）
- 匐行性回狀紅斑（英语：Erythema gyratum repens）
- 角質層冬季紅斑（英语：Keratolytic winter erythema）
- 手掌紅斑（英语：Palmar erythema）